# VV DOS
Voetbalvereniging DOS was een voetbalclub uit Utrecht. De afkorting DOS stond voor Door Oefening Sterk.

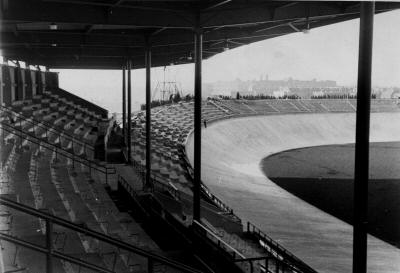
Het oude stadion Galgenwaard in de jaren dertig

## Geschiedenis
DOS werd in 1901 opgericht. De club speelde voor de invoering van het profvoetbal van 1938 tot 1942 en van 1945 tot 1954 in de eerste klasse. In het laatste seizoen voor de invoering van het profvoetbal werd DOS kampioen van de eerste klasse B en werd het tweede in de kampioenscompetitie om de landstitel. 
Eenmaal profclub geworden plaatste DOS zich via de eerste klasse en de Hoofdklasse voor de eerste jaargang van de nieuwe Eredivisie in het seizoen 1956/57. 
De club werd in 1957/58 kampioen van de Eredivisie, de enige landstitel van een Utrechtse club. DOS speelde vervolgens tot 1970 in de Eredivisie en kwam ook uit in de Europa Cup I en de Jaarbeursstedenbeker, de voorloper van de UEFA Cup. 
In 1970 fuseerden DOS, Elinkwijk en Velox (beide ook Utrechtse profclubs) tot FC Utrecht, waarna DOS en de twee fusieverenigingen teruggingen naar de amateurs. De plaats van DOS in de Eredivisie werd door de nieuwe fusieclub overgenomen. 
De club mocht onder de naam DOS '01 beginnen in de tweede klasse. In 1974 volgde promotie naar de eerste klasse. Na de degradatie in 1979 promoveerde de club in 1986 voor het laatst naar de eerste klasse. Daarna liepen de resultaten terug, wat in 1989 en 1994 resulteerde in degradatie naar respectievelijk de tweede en derde klasse. In 2002 en 2003 degradeerde DOS twee keer achter elkaar, van de derde naar de vijfde klasse. Aan het einde van het seizoen 2003/04 werd de club opgeheven door gebrek aan vrijwilligers. De club eindigde dat seizoen net boven de nacompetitiestreep. DOS'01 fuseerde vervolgens met USV Holland tot DHC'04 (DOS-Holland Combinatie '04). In 2007 werd daar de vereniging Stichtse Boys aan toegevoegd en ging de club verder onder de naam D.H.S.C. (DOS-Holland-Stichtse Boys-Combinatie) aan de Thorbeckelaan in Utrecht. Hier had DOS vroeger zijn oefenveld naast het veld van Holland. Hun terreinen zijn samen gesloopt om er een nieuw D.H.S.C.-terrein aan te leggen. D.H.S.C. werd in juni 2024 opgeheven, waardoor DOS nu helemaal uit het amateurvoetbal is verdwenen.

### Landskampioen
In de jaren vijftig was een van de vedettes bij DOS de spits Tonny van der Linden. Hij bezorgde de club in 1958 het landskampioenschap. Dit resultaat werd bereikt onder leiding van trainer Pepi Gruber.
DOS was in de Eredivisie gelijk aan kop geëindigd met Sportclub Enschede. De Utrechtse club ging met een punt voorsprong op 4 juni 1958 de laatste speelronde in. Maar de uitwedstrijd tegen NOAD werd 3–3 terwijl Enschede thuis met 4–0 won van Rapid JC. Daardoor was een beslissingswedstrijd nodig. Die werd gespeeld op zondag 15 juni in het Goffertstadion in Nijmegen.
Na negentig minuten was de stand nog 0–0. Er zouden maximaal vier verlengingen volgen van ieder 7,5 minuut. En als er een doelpunt viel, was de wedstrijd ook direct afgelopen. In de derde minuut van de derde verlenging schoot Van der Linden de winnende treffer binnen en DOS was landskampioen.

### Eerste doelpunt
Een andere DOS-speler, Luc Flad scoorde het eerste doelpunt na de start van het betaald voetbal op 28 november 1954 in de thuiswedstrijd tegen BVC Amsterdam (4–2).

## Erelijst
| Competitie    | Aantal | Winnaar                   | Aantal | Runner-up                 |
| ------------- | ------ | ------------------------- | ------ | ------------------------- |
| Nationaal     |        |                           |        |                           |
| Landskampioen | 1×     | 1957/58                   | 1x     | 1953/54                   |
| Eerste Klasse | 1x     | 1953/54                   | 1x     | 1954/55*                  |
| Tweede Klasse | 3x     | 1935/36, 1937/38, 1942/43 | 2x     | 1936/37, 1943/44          |
| Derde Klasse  | 3x     | 1912/13, 1920/21, 1932/33 | 3x     | 1911/12, 1919/20, 1929/30 |
| Vierde Klasse | 1x     | 1928/29                   |        |                           |

*competitie werd vroegtijdig gestopt, DOS stond op dat moment gedeeld tweede.
Selectie kampioenselftal 1957/58:
Elftal: Frans de Munck, Hans Kraay, Martin Okhuijsen, Henk Temming, Wim Visser, Gerrit Krommert, Louis van den Bogert, Dirk Lammers, Tonny van der Linden, Cor Luiten, Andries Nagtegaal, Jan van Capelle, Jacques Westphaal, Wim van den Bergh, Rini de Jong, Huub van der Heyden, Luc Flad, Mosje Temming, Willem Steygerwald, Jacques Koole, Piet Wolf, trainer: Joseph "Pepi" Gruber

## Overzichtslijsten

### Competitieresultaten 1955–2004
- 1955 7e
Eerste klasse (prof) A
- 1956 5e
Hoofdklasse (prof) A
- 1957 10e
Eredivisie
- 1958 1e
Eredivisie
- 1959 4e
Eredivisie
- 1960 4e
Eredivisie
- 1961 5e
Eredivisie
- 1962 10e
Eredivisie
- 1963 7e
Eredivisie
- 1964 9e
Eredivisie
- 1965 12e
Eredivisie
- 1966 12e
Eredivisie
- 1967 15e
Eredivisie
- 1968 16e
Eredivisie
- 1969 16e
Eredivisie
- 1970 16e
Eredivisie
- 1971 8e
Tweede klasse B
- 1972 7e
Tweede klasse B
- 1973 7e
Tweede klasse B
- 1974 4e
Tweede klasse B
- 1975 6e
Eerste klasse A
- 1976 7e
Eerste klasse A
- 1977 8e
Eerste klasse A
- 1978 9e
Eerste klasse A
- 1979 12e
Eerste klasse A
- 1980 10e
Tweede klasse B
- 1981 4e
Tweede klasse B
- 1982 10e
Tweede klasse B
- 1983 5e
Tweede klasse B
- 1984 2e
Tweede klasse B
- 1985 4e
Tweede klasse B
- 1986 1e
Tweede klasse B
- 1987 3e
Eerste klasse A
- 1988 9e
Eerste klasse A
- 1989 11e
Eerste klasse A
- 1990 5e
Tweede klasse B
- 1991 6e
Tweede klasse B
- 1992 4e
Tweede klasse B
- 1993 9e
Tweede klasse B
- 1994 11e
Tweede klasse B
- 1995 9e
Derde klasse D
- 1996 7e
Derde klasse D
- 1997 3e
Derde klasse D
- 1998 2e
Derde klasse D
- 1999 6e
Derde klasse D
- 2000 8e
Derde klasse D
- 2001 8e
Derde klasse D
- 2002 11e
Derde klasse D
- 2003 12e
Vierde klasse G
- 2004 8e
Vijfde klasse H

In elke staaf van de grafiek staat van boven naar beneden vermeld: 
- Eindnotering

Dit is de positie die de club heeft bereikt in de competitie, zonder eventuele beslissings-, play-off- of nacompetitiewedstrijden die nodig zijn geweest om bijvoorbeeld de kampioen van de competitie te bepalen.
Indien een * achter het getal staat is de notering een tussenstand en kan het zijn dat de notering niet overeenkomt met de uiteindelijke eindstand van de competitie.
Staat er een - dan is het seizoen nog bezig en is er geen definitieve uitslag bekend.
Staat er xx op de positie van de notering, dan heeft de club vroegtijdig de competitie verlaten. Dit kan onder andere komen door terugtrekking van het team, faillissement van de club of door een uitgedeelde straf van de KNVB. In veel gevallen staat elders in het artikel de reden vermeld.
Staat er een ? dan is het resultaat uit het verleden onbekend, en is alleen de competitie of het niveau bekend van dat seizoen.
In de seizoenen 2019/20 en 2020/21 werd wegens de coronacrisis het amateurvoetbal afgebroken. Daardoor kennen deze staven geen eindklassering (middels -- weergegeven).
- Competitieniveau en afdelingsletter of Officiële eindstand Eredivisie
  - Competitieniveau en afdelingsletter

Hierbij geeft het getal het niveau weer, dat ook terug te vinden is in de legenda. De letter is de afdelingsaanduiding en wordt gebruikt wanneer er meer afdelingen zijn op hetzelfde niveau. De afdelingsletter is altijd een hoofdletter en wordt meestal zonder nummer gebruikt.
Voorbeeld: 2F is niveau 2e klasse competitie F.
Het competitieniveau en nummer wordt niet vermeld wanneer er slechts één competitie van dit niveau was.
  - Officiële eindstand Eredivisie (getal staat tussen haakjes vermeld)

Sinds de introductie van play-offwedstrijden voor Europees voetbal na afloop van de reguliere competitie in 2005/06, is de KNVB verplicht een eindstand van de Eredivisie door te geven aan de UEFA aan de hand van deze play-offwedstrijden.
Bij deze eindstand staan clubs die zich hebben gekwalificeerd voor Europees voetbal hoger dan clubs die zich niet wisten te kwalificeren. Indien er geen verschil was tussen de eindnotering en de officiële eindstand, staat dit getal niet vermeld.

- Onderafdeling

Hier staat afgekort de naam van de onderafdeling indien de club in dat jaar in een onderafdeling uitkwam. Tevens staat deze afkorting in de legenda en wordt gelinkt naar het artikel over deze onderafdeling. Deze afkorting wordt alleen vermeld wanneer de club in het verleden in verschillende onderafdelingen heeft gespeeld. Deze vermelding is in de staaf altijd in kleine letters. Deze onderafdelingen zijn na het seizoen 1995/96 afgeschaft. Heeft de club in slechts één onderafdeling gespeeld, dan is dit alleen terug te vinden in de legenda.
Onder de staaf staat het jaartal vermeld waarin het seizoen is afgesloten. 15 verwijst naar het seizoen 2014/15 of eventueel het seizoen 1914/15.
Wanneer een staaf leeg is, zijn deze gegevens niet bekend. Het kan ook zijn dat de club dat seizoen niet heeft meegespeeld op het hogere amateurniveau, vroegtijdig de competitie heeft verlaten of uit de competitie is gezet.

In het seizoen 1944/45 was er wegens de Tweede Wereldoorlog geen regulier competitievoetbal.
- Eredivisie
- Hoofdklasse (prof)
- Eerste klasse (prof)
- Eerste klasse
- Tweede klasse
- Derde klasse
- Vierde klasse
- Vijfde klasse

### Seizoensoverzichten
| Resultaten van DOS sinds de toetreding in het betaald voetbal in 1954 | Resultaten van DOS sinds de toetreding in het betaald voetbal in 1954 | Resultaten van DOS sinds de toetreding in het betaald voetbal in 1954 | Resultaten van DOS sinds de toetreding in het betaald voetbal in 1954 | Resultaten van DOS sinds de toetreding in het betaald voetbal in 1954 | Resultaten van DOS sinds de toetreding in het betaald voetbal in 1954 | Resultaten van DOS sinds de toetreding in het betaald voetbal in 1954 | Resultaten van DOS sinds de toetreding in het betaald voetbal in 1954 | Resultaten van DOS sinds de toetreding in het betaald voetbal in 1954 | Resultaten van DOS sinds de toetreding in het betaald voetbal in 1954 | Resultaten van DOS sinds de toetreding in het betaald voetbal in 1954 | Resultaten van DOS sinds de toetreding in het betaald voetbal in 1954 | Resultaten van DOS sinds de toetreding in het betaald voetbal in 1954                                                                             |
| Seizoen                                                               | Competitie                                                            | Competitie                                                            | Competitie                                                            | Competitie                                                            | Competitie                                                            | Competitie                                                            | Competitie                                                            | Competitie                                                            | Competitie                                                            | Kwalificatie                                                          | KNVB beker                                                            | Bijzonderheid |
| Seizoen                                                               | Divisie                                                               | GW                                                                    | W                                                                     | G                                                                     | V                                                                     | PNT                                                                   | DV                                                                    | DT                                                                    | POS                                                                   | Kwalificatie                                                          | KNVB beker                                                            | Bijzonderheid |
| --------------------------------------------------------------------- | --------------------------------------------------------------------- | --------------------------------------------------------------------- | --------------------------------------------------------------------- | --------------------------------------------------------------------- | --------------------------------------------------------------------- | --------------------------------------------------------------------- | --------------------------------------------------------------------- | --------------------------------------------------------------------- | --------------------------------------------------------------------- | --------------------------------------------------------------------- | --------------------------------------------------------------------- | --- |
| 1954/55                                                               | Eerste klasse B                                                       | 9                                                                     | 4                                                                     | 4                                                                     | 1                                                                     | 12                                                                    | 25                                                                    | 17                                                                    | 2e                                                                    | –                                                                     | Geen bekertoernooi                                                    | DOS treedt toe tot het betaald voetbal De competitie werd na de fusie van de KNVB en de NBVB niet afgemaakt. Alle teams werden opnieuw ingedeeld. |
| 1954/55                                                               | Eerste klasse A                                                       | 26                                                                    | 12                                                                    | 2                                                                     | 12                                                                    | 26                                                                    | 60                                                                    | 53                                                                    | 7e                                                                    | Hoofdklasse                                                           | Geen bekertoernooi                                                    | DOS treedt toe tot het betaald voetbal De competitie werd na de fusie van de KNVB en de NBVB niet afgemaakt. Alle teams werden opnieuw ingedeeld. |
| 1955/56                                                               | Hoofdklasse A                                                         | 34                                                                    | 16                                                                    | 8                                                                     | 10                                                                    | 40                                                                    | 91                                                                    | 68                                                                    | 5e                                                                    | Eredivisie                                                            | Geen bekertoernooi                                                    | – |
| 1956/57                                                               | Eredivisie                                                            | 34                                                                    | 17                                                                    | 1                                                                     | 16                                                                    | 35                                                                    | 79                                                                    | 75                                                                    | 10e                                                                   | –                                                                     | Geen deelname                                                         | – |
| 1957/58                                                               | Eredivisie                                                            | 34                                                                    | 19                                                                    | 9                                                                     | 6                                                                     | 47                                                                    | 84                                                                    | 52                                                                    | Landskampioen                                                         | Voorronde Europacup I                                                 | Geen deelname                                                         | – |
| 1958/59                                                               | Eredivisie                                                            | 34                                                                    | 17                                                                    | 9                                                                     | 8                                                                     | 43                                                                    | 86                                                                    | 48                                                                    | 4e                                                                    | –                                                                     | 3e ronde                                                              | – |
| 1959/60                                                               | Eredivisie                                                            | 34                                                                    | 18                                                                    | 4                                                                     | 12                                                                    | 40                                                                    | 75                                                                    | 57                                                                    | 4e                                                                    | –                                                                     | Geen bekertoernooi                                                    | – |
| 1960/61                                                               | Eredivisie                                                            | 34                                                                    | 15                                                                    | 9                                                                     | 10                                                                    | 39                                                                    | 71                                                                    | 49                                                                    | 5e                                                                    | –                                                                     | 1e ronde                                                              | – |
| 1961/62                                                               | Eredivisie                                                            | 34                                                                    | 12                                                                    | 12                                                                    | 10                                                                    | 36                                                                    | 61                                                                    | 62                                                                    | 10e                                                                   | –                                                                     | Kwartfinale                                                           | – |
| 1962/63                                                               | Eredivisie                                                            | 30                                                                    | 13                                                                    | 6                                                                     | 11                                                                    | 45                                                                    | 37                                                                    | 44                                                                    | 7e                                                                    | Jaarbeursstedenbeker                                                  | 3e ronde                                                              | – |
| 1963/64                                                               | Eredivisie                                                            | 30                                                                    | 12                                                                    | 6                                                                     | 12                                                                    | 30                                                                    | 52                                                                    | 54                                                                    | 9e                                                                    | Jaarbeursstedenbeker                                                  | 1e ronde                                                              | – |
| 1964/65                                                               | Eredivisie                                                            | 30                                                                    | 8                                                                     | 11                                                                    | 11                                                                    | 27                                                                    | 43                                                                    | 52                                                                    | 12e                                                                   | Jaarbeursstedenbeker                                                  | 1e ronde                                                              | – |
| 1965/66                                                               | Eredivisie                                                            | 30                                                                    | 9                                                                     | 6                                                                     | 15                                                                    | 24                                                                    | 48                                                                    | 72                                                                    | 12e                                                                   | Jaarbeursstedenbeker                                                  | 2e ronde                                                              | – |
| 1966/67                                                               | Eredivisie                                                            | 34                                                                    | 10                                                                    | 5                                                                     | 19                                                                    | 25                                                                    | 50                                                                    | 83                                                                    | 15e                                                                   | Jaarbeursstedenbeker                                                  | 1e ronde                                                              | – |
| 1967/68                                                               | Eredivisie                                                            | 34                                                                    | 6                                                                     | 13                                                                    | 15                                                                    | 25                                                                    | 40                                                                    | 64                                                                    | 16e                                                                   | Jaarbeursstedenbeker                                                  | Groepsfase                                                            | Degradatiewedstrijd tegen Fortuna'54 (4–3) |
| 1968/69                                                               | Eredivisie                                                            | 34                                                                    | 7                                                                     | 9                                                                     | 18                                                                    | 23                                                                    | 37                                                                    | 74                                                                    | 16e                                                                   | –                                                                     | 1e ronde                                                              | Degradatiewedstrijden tegen AZ '67 (1–1) en Volendam (2–1)                                                                                        |
| 1969/70                                                               | Eredivisie                                                            | 34                                                                    | 7                                                                     | 9                                                                     | 18                                                                    | 23                                                                    | 27                                                                    | 64                                                                    | 16e                                                                   | Intertoto Cup (als FC Utrecht)                                        | 2e ronde                                                              | DOS fuseert met Elinkwijk en Velox tot FC Utrecht                                                                                                 |

### In Europa
- Q = kwalificatieronde
- 1R = eerste ronde
- 2R = tweede ronde
- PUC = punten UEFA coëfficiënten

Uitslagen vanuit gezichtspunt DOS
| Seizoen | Competitie           | Ronde | Land                                         | Club                    | Totaalscore | 1e W    | 2e W    | PUC |
| ------- | -------------------- | ----- | -------------------------------------------- | ----------------------- | ----------- | ------- | ------- | --- |
| 1958/59 | Europacup I          | Q     | Vlag van Portugal                            | Sporting Portugal       | 4–6         | 3–4 (T) | 1–2 (U) | 0.0 |
| 1963/64 | Jaarbeursstedenbeker | 1R    | Vlag van Engeland                            | Sheffield Wednesday FC  | 2–8         | 1–4 (T) | 1–4 (U) | 0.0 |
| 1964/65 | Jaarbeursstedenbeker | 1R    | Vlag van Denemarken                          | KB Kopenhagen           | 6–4         | 4–3 (U) | 2–1 (T) | 4.0 |
|         |                      | 2R    | Vlag van België                              | RFC Liégeois            | 0–4         | 0–2 (T) | 0–2 (U) | 4.0 |
| 1965/66 | Jaarbeursstedenbeker | 1R    | Vlag van Spanje (11 okt. 1945- 20 jan. 1977) | FC Barcelona            | 1–7         | 0–0 (T) | 1–7 (U) | 1.0 |
| 1966/67 | Jaarbeursstedenbeker | 1R    | Vlag van Zwitserland                         | FC Basel                | 4–3         | 2–1 (T) | 2–2 (U) | 4.0 |
|         |                      | 2R    | Vlag van Engeland                            | West Bromwich Albion FC | 3–6         | 1–1 (T) | 2–5 (U) | 4.0 |
| 1967/68 | Jaarbeursstedenbeker | 1R    | Vlag van Spanje (11 okt. 1945- 20 jan. 1977) | Real Zaragoza           | 4–5         | 3–2 (T) | 1–3 (U) | 2.0 |
| 1968/69 | Jaarbeursstedenbeker | 1R    | Vlag van Ierland                             | Dundalk FC              | 2–3         | 1–1 (T) | 1–2 (U) | 1.0 |

Totaal aantal punten voor UEFA Coëfficiënten: 12.0

### Bekende (oud-)spelers
- Ben Aarts
- Eddy Achterberg
- Cor Adelaar
- Louis van den Bogert
- Miklós Dacsev
- Piet Dumortier
- Luc Flad
- Hans Kraay
- Gerard van Leur
- Tonny van der Linden
- Cees Loffeld
- Cor Luiten
- Jan van Asten
- Frans de Munck
- Piet van Oudenallen
- Johan Plageman
- Henk Temming
- Mosje Temming
- Leo van Veen
- Gerrit Voges
- Gerard Weber
- Arno Wellerdieck
- Henk Wery
- Nico van Zoghel

### Topscorers
- 1954/55:  Dirk Lammers (7)
0000000  Tonny van der Linden (7)
- 0000000  Tonny van der Linden (19)
- 1955/56:  Dirk Lammers (29)
- 1956/57:  Tonny van der Linden (27)
- 1957/58:  Tonny van der Linden (29)
- 1958/59:  Dirk Lammers (26)
- 1959/60:  Tonny van der Linden (28)
- 1960/61:  Tonny van der Linden (20)
- 1961/62:  Tonny van der Linden (17)
- 1962/63:  Michel Kruin (9)
- 1963/64:  Tonny van der Linden (24)
- 1964/65:  Tonny van der Linden (14)
- 1965/66:  Henk Wery (19)
- 1966/67:  Henk Wery (12)
- 1967/68:  Henk Wery (13)
- 1968/69:  Wolfram Kaminke (9)
- 1969/70:  Leo van Veen (6)

### Trainers
- 1928–1934:  Chr. Roelofs
- 1934–193?:  M. Weber
- 193?–1938:  J. Marree
- 1942  Vilmos Halpern
- 1944–1949:  Jaap van der Leck
- 0000–1949:  Daan van Beek
- 1949–1952:  Wim de Bois
- 1952–1957:  Louis Pastoor
- 1957–1959:  Joseph Gruber
- 1959–1961:  Jaap van der Leck
- 1960–1961:  Hans Kraay (a.i., speler-trainer)
- 0000–1961:  Zlatko Čajkovski
- 1961–1962:  Joseph Gruber
- 1962–1964:  Willy Kment
- 1964–1965:  Arie de Vroet
- 1965–1966:  Jovan Jovanović
- 00–1966:  Louis van den Bogert & Joop Rooders (trainer)
- 01/1966-09/1969  Thim van der Laan (manager)
- 1966–1968:  Louis van den Bogert (trainer)
- 1968–05/1969:  Ko Stijger (trainer)
- 10/1968–1969:  Friedrich Donenfeld (manager)
- 00–1969:  Louis van den Bogert (trainer)
- 1969–1970:  Lászlo Zalai

VVU Ardahanspor · DESTO · Domstad Majella · DVSU · UCS EDO · USV Elinkwijk · Eminent Boys · Faja Lobi KDS · USV Hercules · SV HMS · Hyenas FC · SV Kampong · VV Kismet · VV De Meern · SV Nieuw Utrecht · VV Odin · Odysseus '91 · SV Overvecht/De Dreef  · ksv PVC · PVCV Vleuten · SV Rivierwijkers · Sporting '70 · VV Sterrenwijk · FC Utrecht · UVV · SV Vechtzoom · VV Voorwaarts · VSC · VVJ · Zwaluwen Utrecht 1911